# 1,1-Diméthylhydrazine
La 1,1-diméthylhydrazine (pour diméthylhydrazine asymétrique, en anglais : Unsymmetrical Dimethylhydrazine, ou UDMH) est le composé chimique de formule H2N-N(CH3)2.
L'UDMH est un produit dangereux, cancérigène et qui, s'il n'explose pas aux chocs, produit des vapeurs inflammables aux concentrations comprises entre 2,5 et 95 % dans l'air.
En astronautique, il est utilisé comme ergol par les moteurs-fusées.

## Description
L'UDMH se présente sous la forme d'un liquide clair, volatil et hygroscopique, à l'odeur ammoniacale piquante typique des amines organiques. Elle vire au jaune à l'air libre, dont elle absorbe l'oxygène et le dioxyde de carbone. Elle est miscible en toutes proportions avec l'eau, l'éthanol et le kérosène.

## Utilisations

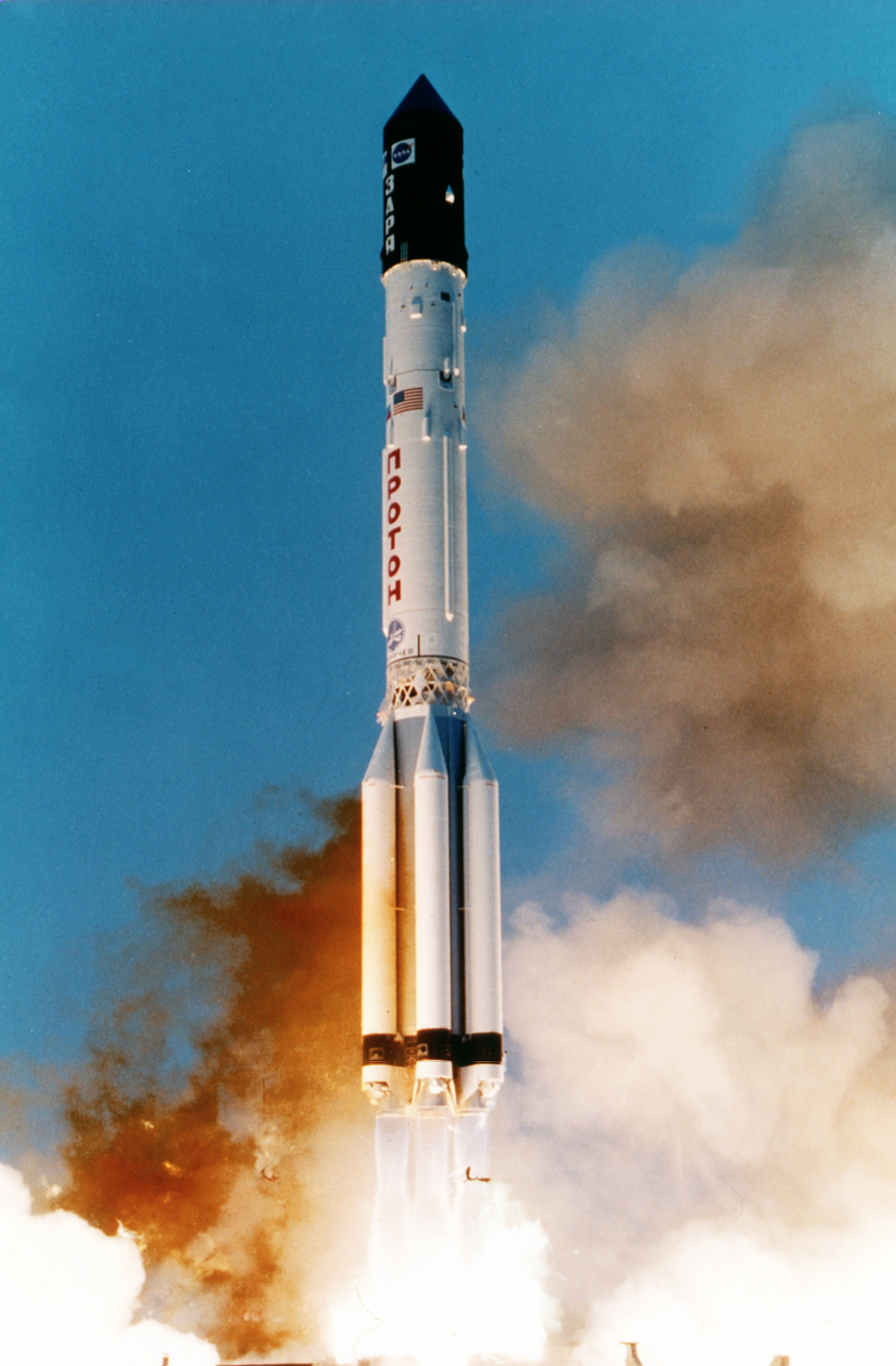
Lancement du module Zarya de l'ISS le 20 novembre 1998 par une fusée Proton K propulsée à l'UDMH pure avec du peroxyde d'azote (NTO).

Cette molécule entre dans la composition de nombreux propergols liquides pour fusées tels que l'aérozine 50 et l'UH 25, formant un propergol hypergolique avec le peroxyde d'azote N2O4 (NTO) et les MON (mélanges de peroxyde et de monoxyde d'azote en proportions variables), parfois encore avec l'acide nitrique fumant rouge inhibé (IRFNA).
L'UDMH a été préférée à l'hydrazine pure comme ergol réducteur car elle se comporte mieux aux températures élevées, réduisant les risques d'explosion, et est liquide à température plus basse (elle gèle à −57 °C au lieu de 1 °C pour l'hydrazine). Elle peut être stockée sur de longues périodes de temps dans les réservoirs des engins spatiaux. Elle est également assez dense (793 kg·m-3, moins cependant que l'hydrazine : 1 004,5 kg·m-3), ce qui lui confère de bonnes performances pour la propulsion spatiale.
Mélangée avec l'hydrazine à 50 % en masse, l'UDMH donne un carburant appelé aérozine 50, qui cumule la densité élevée de l'hydrazine avec la stabilité de l'UDMH. C'est sous forme d'aérozine 50 que l'UDMH est le plus souvent utilisée.
De nombreux lanceurs sont propulsés à l'UDMH pure ou à l'aérozine 50, tels que le Longue Marche chinois (avec le NTO), le Cosmos russe (avec l'IRFNA), le Proton russe (avec le NTO), le Delta américain (de l'aérozine 50 avec le NTO) ou encore le futur GSLV Mk III indien (avec le NTO). Mélangé avec du DETA, il forme de l’Hydyne utilisé notamment sur le lanceur Juno I.

## Production et synthèse
Il existe deux grandes voies de synthèse pour la production de ce composé chimique :
- La route via la chloramine et la diméthylamine :

NH2Cl + HN(CH3)2 → H2N–N(CH3)2 + HCl.
- L'alkylation réductive à l'aide d'un catalyseur de l'acétohydrazide avec de l'hydrogène et du formaldéhyde :

{\displaystyle {\begin{smallmatrix}\mathrm {CH_{3}CONHNH_{2}\ {\xrightarrow[{}]{H2,CH2O}}\ CH_{3}CONHN(CH_{3})_{2}\ {\xrightarrow[{}]{H2O}}\ (CH_{3})_{2}N-NH_{2}} \end{smallmatrix}}}

## Toxicité, écotoxicité
C'est un cancérogène possible ou probable pour l'Homme.
Dans le domaine de l'expérimentation clinique, la diméthylhydrazine est l'un des produits utilisés par les biologistes pour induire des cancers et des métastases expérimentalement chez les animaux de laboratoire : 20 mg/kg durant 12 semaines suffisent chez le rat de laboratoire.